# エッゲンタール
エッゲンタール (ドイツ語: Eggenthal) は、ドイツ連邦共和国バイエルン州シュヴァーベン行政管区のオストアルゴイ郡に属す町村（以下、本項では便宜上「町」と記述する）で、エッゲンタール行政共同体の本部所在地である。

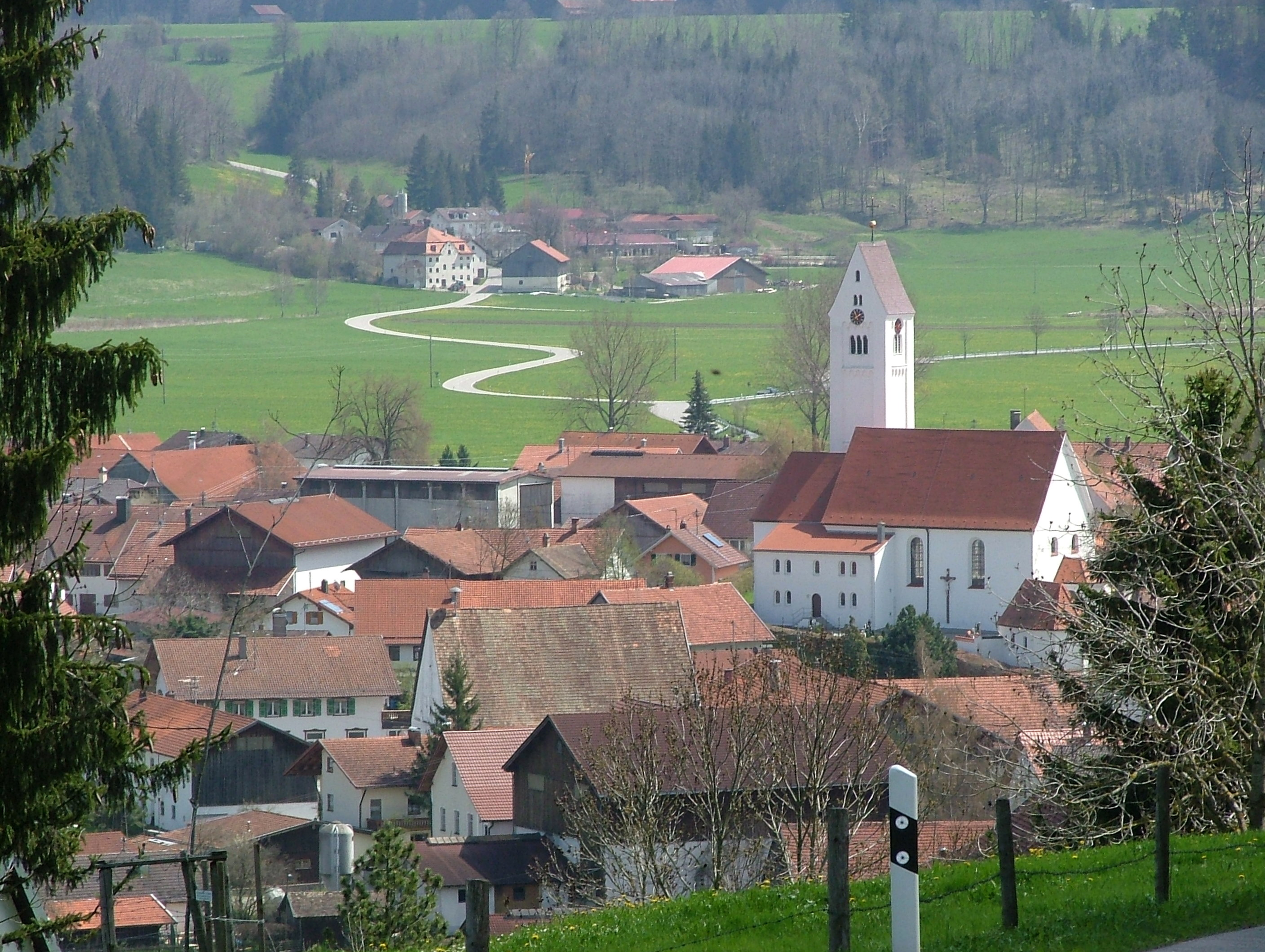
エッゲンタール

## 地理
エッゲンタールはアルゴイ地方に位置する。

### 自治体の構成
この町は、公式には20の地区 (Ort) からなる。このうち小集落や孤立農場などを除く集落を以下に列記する。
- バイエルスリート
- エッゲンタール
- ロマーツリート
- シュテーリングス

ロマーツリート集落にはロマーツリート城趾があり、ここにはすでに青銅器時代から入植地が造られていた可能性がある。

## 歴史
エッゲンタールはローマの宿駅 Navoa であると同定されている。エッゲンタール家は1130年から1457年の間文献に記録が遺されている。その後エッゲンタールはイルゼー帝国修道院領となり、1803年の帝国代表者会議主要決議以降はバイエルンに属した。バイエルンの行政改革に伴う1818年の市町村令により現在の自治体が成立した。

### 人口推移
- 1970年 1,124人
- 1987年 1,186人
- 2000年 1,284人

## 行政
町長はカタリーナ・フィッシャー (CSU/Freie Wählergemeinschaft) である。

### 紋章
赤地で、緑の土地の上に建つ銀の里程標、その基部にはNAWEの文字が記されている。里程標の両側には、銀と黒が5回入れ替わる彩色で金の柄が付いた戦闘用棍棒が2本描かれている。

## ギャラリー

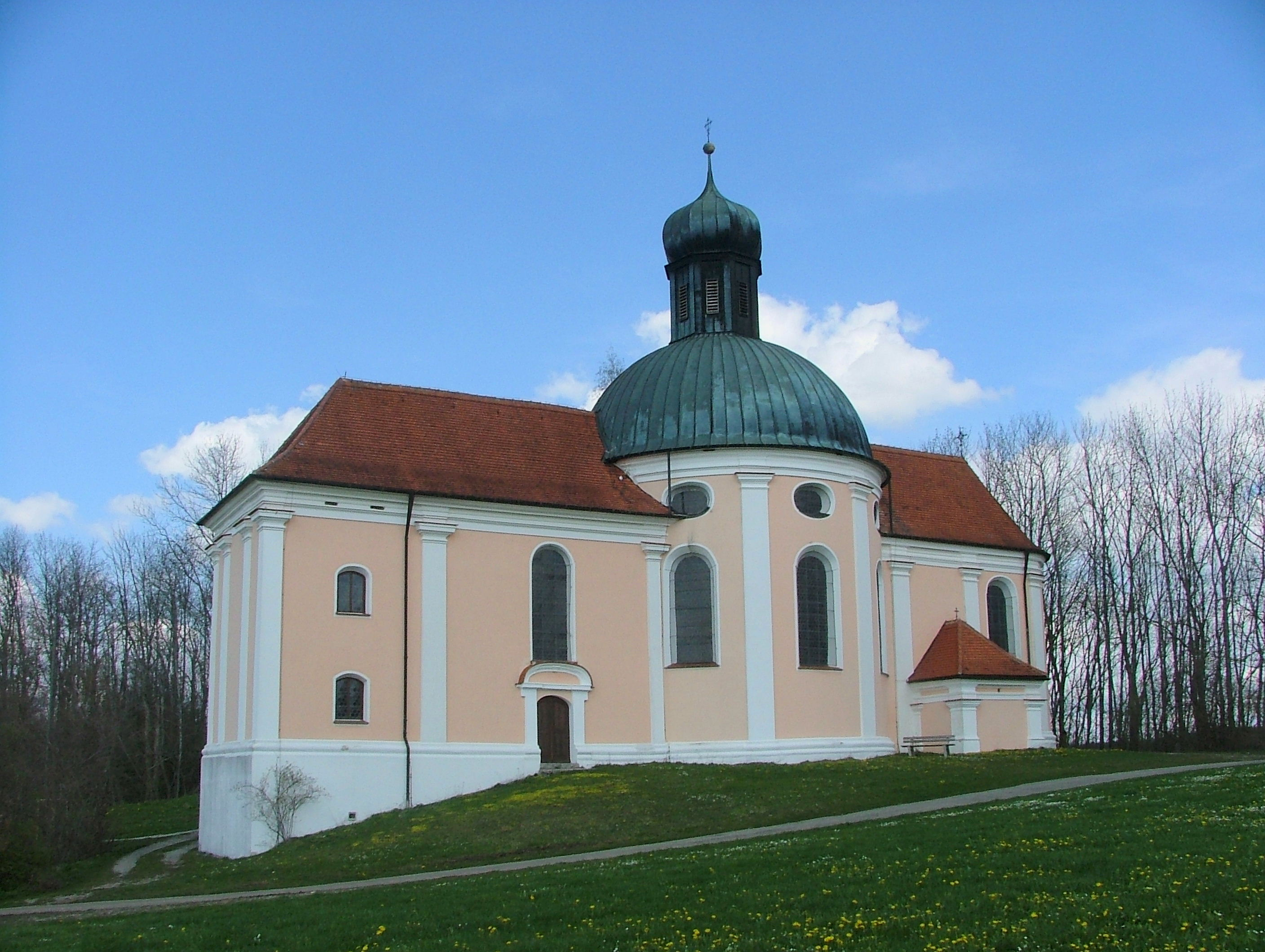
マリア＝ゼーレン礼拝堂
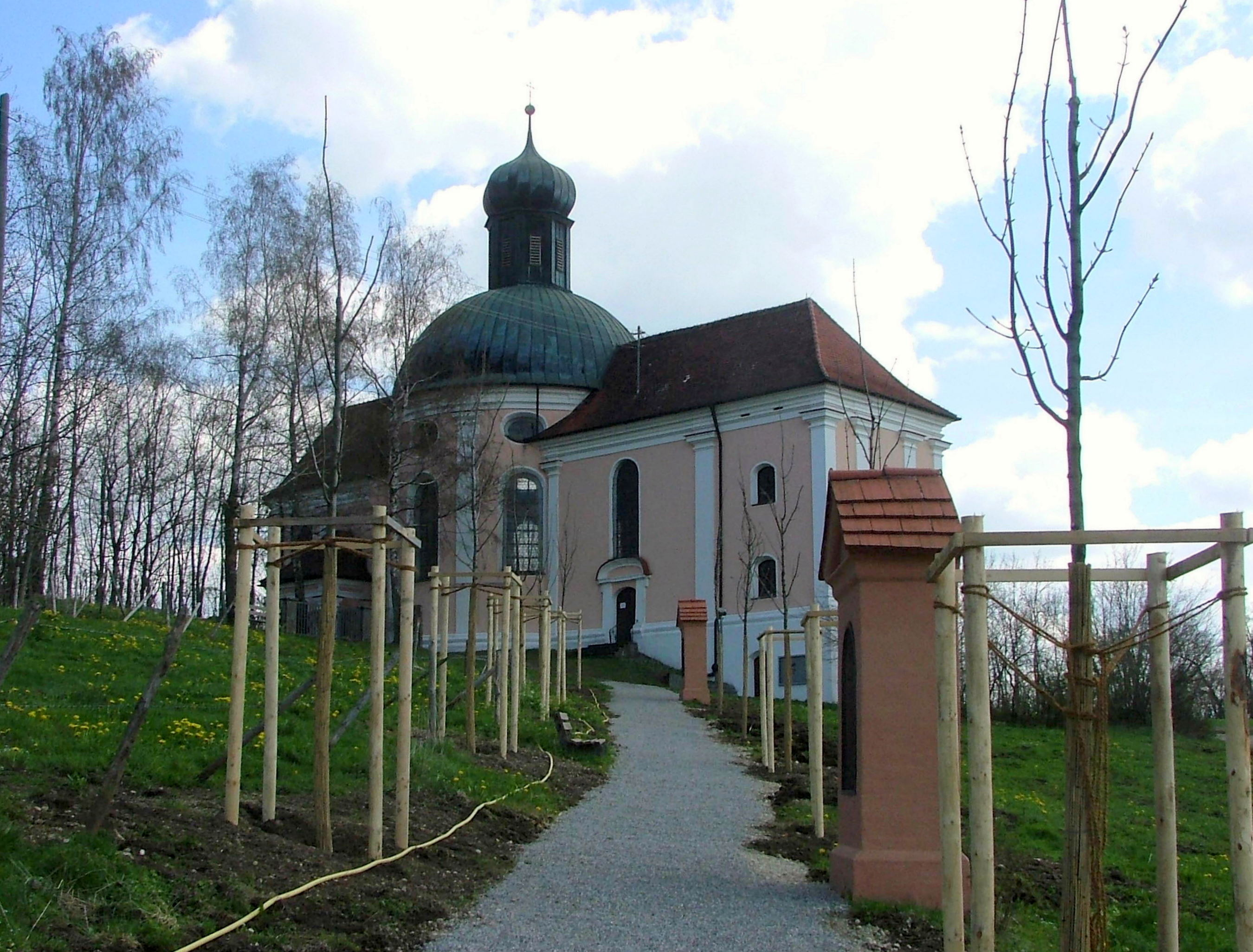
十字架の道行き
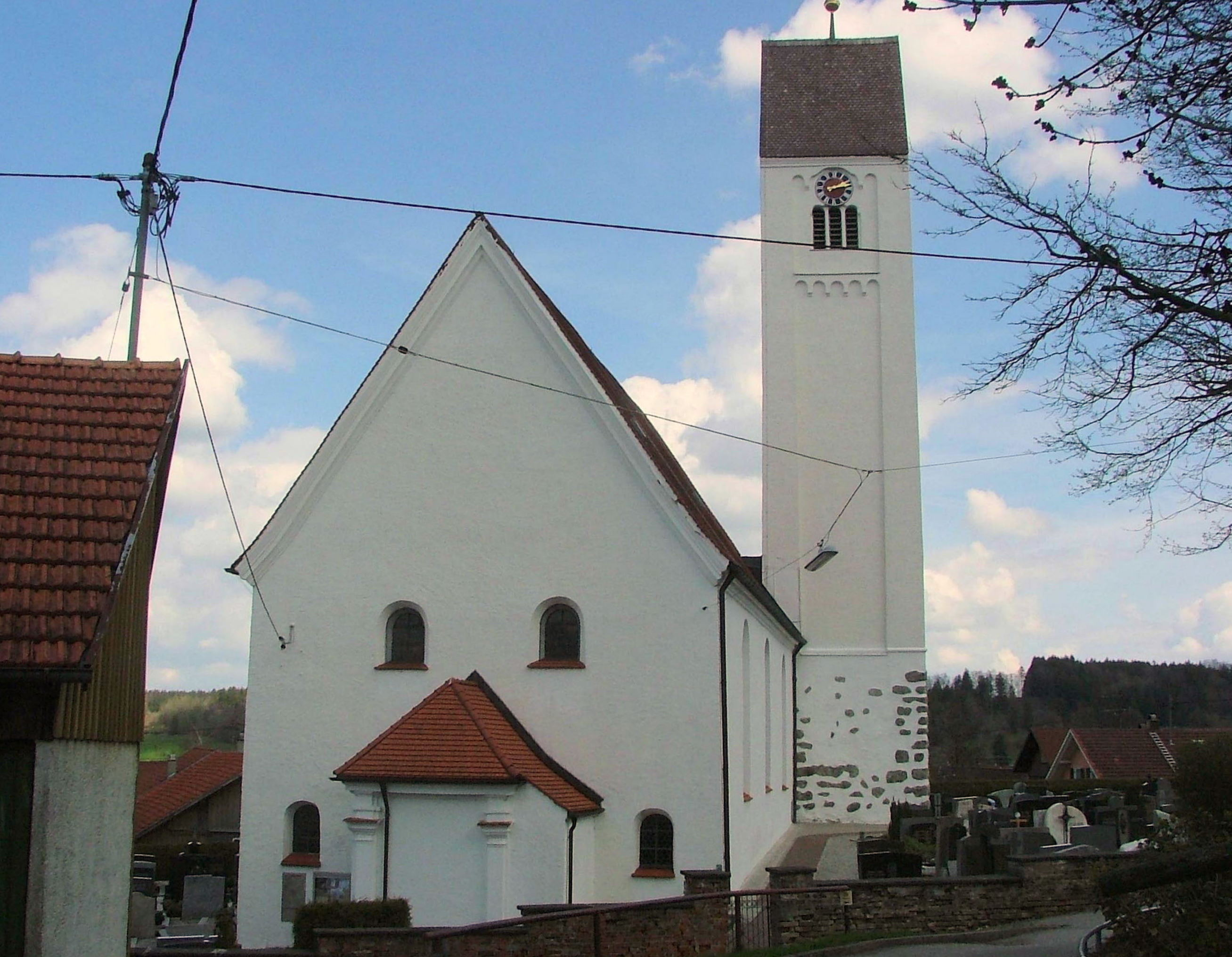
聖アフラ教会

## 引用
1. ↑  https://www.statistikdaten.bayern.de/genesis/online?operation=result&code=12411-003r&leerzeilen=false&language=de Genesis-Online-Datenbank des Bayerischen Landesamtes für Statistik Tabelle 12411-003r Fortschreibung des Bevölkerungsstandes: Gemeinden, Stichtag (Einwohnerzahlen auf Grundlage des Zensus 2011)
2. ↑  Bayerische Landesbibliothek Online
3. ↑  “Wahl des ersten Bürgermeisters - Kommunalwahlen 2020 in der Gemeinde Eggenthal - Gesamtergebnis”. 2021年4月10日閲覧。